# Alois Bergmann (Heimatforscher)
Alois Bergmann (* 8. Februar 1903 in Staab; † 13. Oktober 1982 in Nittenau) war ein deutscher Heimatforscher des Egerlandes und hauptberuflicher Gymnasiallehrer.

## Leben
Bergmann begann nach dem Abitur in Mies ein Studium an der Landwirtschaftlichen Hochschule Tetschen Liebwerd, wechselte dann aber an die Karls-Universität Prag, wo er unter anderem Geografie, Geologie, Mineralogie, Germanistik, Geschichte, Volkskunde und Slawische Sprachen studierte. Ab 1925 war er als promovierter Gymnasialprofessor an mehreren Gymnasien tätig und kam nach dem Zweiten Weltkrieg als Vertriebener nach Bayern, wo er zunächst in Bad Tölz lehrte und dann bis zur Pensionierung am Regentalgymnasium in Nittenau.
1927 gründete Bergmann in seinem Geburtsort ein Museum. Er war unter anderem Herausgeber des Pilsner Kreises, der Sudetendeutschen Volksbücher und des Regenkreises. 1950 war er Mitgründer der Eghalanda Gmoin und ab 1950 stellvertretender Bundesvorsitzender des Vereins. Parallel war er von 1950 bis 1975 Leiter des bayerischen Landesverbands der Eghalanda Gmoin. Bergmann gründete den Egerland-Verlag und hatte bereits 1949 die Zeitschrift Egerland-Heimatland gegründet, die dann zur Stammeszeitschrift Der Egerländer wurde. Dort war er dann auch als Redakteur tätig. Er war beteiligt an der Einrichtung des Egerlandmuseum im Historischen Museum Regensburg 1951, dessen Sammlung 1972 in das heutige Egerland-Museum im Egerland-Kulturhaus überführt wurde. Ein weiteres Egerlandmuseum plante er in Würzburg. Letztendlich wurde diese zweite Egerland-Sammlung dann erstmals 1955 im Neuen Schloss Bayreuth präsentiert, zog dann in die Alte Münze und ging letztendlich ebenfalls in der Sammlung im Egerland-Kulturhaus auf. Zusammen mit dem Bezirksheimatpfleger der Oberpfalz arbeitete er am Aufbau einer wissenschaftlichen Bibliothek und war als Vorsitzender des Museumsvereins Nittenau und Umgebung am Aufbau des Stadtmuseums Nittenau beteiligt.

## Publikationen
- Die Schmiedkreuze Westböhmens : Ein Beitrag zur Geschichte und zum Verständnis alten, deutschen Kunsthandwerkes aus Böhmen. Egerlandhaus, Elbogen 1926.
- Liederbuch der Egerländer. Egerländer Gmoin, Geislingen/Steige 1952.
- Das heutige Egerland : Ein Tatsachenbericht in Wort und Bild. Aufstieg-Verlag, München 1957.
- Die Schmiedekreuze der Ostoberpfalz [Teil 1]. Laßleben Verlag, Kallmünz 1970.
- Die Schmiedekreuze der Oberpfalz : Der Westen und der Süden [Teil 2 und 3]. Laßleben Verlag, Kallmünz 1972.
- Fachwerkbauten in der Nordostoberpfalz und im Egerland : ein Bildband [Teil 1]. Selbstverlag, Nittenau, 1972
- Fachwerkbauten (der Volksarchitektur) in der Oberpfalz : ein Bildband [Teil 2]. Laßleben Verlag, Kallmünz 1975.
- Egerländer Porzellan und Steingut 1789–1945; ein Bildband aus Sammlungen in der Bundesrepublik Deutschland, unter Mitarbeit von Freunden und Kennern des ehemaligen westböhmischen Porzellans. Vereinigte Oberpfälzische Druckereien und Verlagsanstalt, Amberg i.d.Opf. 1975.
- Schönes altes Oberpfälzer Porzellan und Steingut : ein Bildband aus Museums- und Privatsammlungen in Bayern. Vereinigte Oberpfälzische Druckereien und Verlagsanstalt, Amberg i.d.Opf. 1977.
- Volksarchitektur aus Ostbayern und dem Böhmerwald. Vereinigte Oberpfälzische Druckereien und Verlagsanstalt Amberg 1977 [2., verb. Aufl.]

## Ehrungen
- 1952: Nordgau-Kulturpreis der Stadt Amberg in der Kategorie „Nordgaupflege“
- 1972: Nordgau-Kulturpreis der Stadt Amberg in der Kategorie „Heimatpflege“
- Ehrenzeichen der Eghalanda Gmoin
- Goldenes Ehrenzeichen des Bayerischen Wald-Vereins
- Bundesverdienstkreuz am Bande
- Ehrenbürgerwürde der Stadt Nittenau
- Benennung des Alois-Bergmann-Wegs in Nittenau